# Viking Race
De Viking Race is een internationale schaatswedstrijd voor junioren van 11 t/m 16 jaar oud. Het toernooi wordt jaarlijks aan het einde van het seizoen in ijshal Thialf georganiseerd door Schaatstrainingsclub Rutten en gesponsord door Viking Schaatsenfabriek.
De Viking Race staat bekend als een van de belangrijkste juniorenwedstrijden in het schaatsen en wordt soms het officieuze Europese kampioenschap voor jeugdschaatsers genoemd. Op 7 en 8 maart 2014 werd de 26e editie verreden en op 30 en 31 januari 2015 de 27e. Bekende oud-winnaars zijn Margot Boer, Anni Friesinger, Tonny de Jong, Remco en Wouter Olde Heuvel, Daniel Oss, Ids Postma en Koen Verweij. Het is traditie dat de buitenlandse deelnemers enkele dagen bij gastouders verblijven. De editie van 2021 ging niet door.
De 288 deelnemende jongens en meisjes moeten aan het begin van het seizoen, op de voorafgaande 1 juli, tussen de 11 en 16 jaar zijn en worden op leeftijd ingedeeld in zes leeftijdscategorieën elk. Alle twaalf wedstrijden bestaan uit een allroundtoernooi over een vierkamp. Pupillen B rijden vier keer een vijfhonderd meter, pupillen A rijden drie vijfhonderd meters en een duizend meter, junioren C1 rijden twee keer een vijfhonderd en twee keer een duizend meter (sprintvierkamp), junioren C2 en meisjes B1 rijden twee keer een vijfhonderd, een duizend en een vijftienhonderd meter, jongens B1 en beide groepen junioren B2 tot slot rijden een vijfhonderd, een duizend, een vijftienhonderd en een drieduizend meter (minivierkamp).
| Categorie   | Leeftijd op 1 juli | Jongens                   | Meisjes                   |
| ----------- | ------------------ | ------------------------- | ------------------------- |
| Pupillen B  | 11 jaar            | 500m, 500m, 500m, 500m    | 500m, 500m, 500m, 500m    |
| Pupillen A  | 12 jaar            | 500m, 500m, 500m, 1000m   | 500m, 500m, 500m, 1000m   |
| Junioren C1 | 13 jaar            | 500m, 500m, 1000m, 1000m  | 500m, 500m, 1000m, 1000m  |
| Junioren C2 | 14 jaar            | 500m, 500m, 1000m, 1500m  | 500m, 500m, 1000m, 1500m  |
| Junioren B1 | 15 jaar            | 500m, 1000m, 1500m, 3000m | 500m, 500m, 1000m, 1500m  |
| Junioren B2 | 16 jaar            | 500m, 1000m, 1500m, 3000m | 500m, 1000m, 1500m, 3000m |